# O. W. Fischer
Otto Wilhelm Fischer (1 de abril de 1915 – 29 de enero de 2004) fue un actor teatral y cinematográfico austriaco. Un primer actor de la industria cinematográfica alemana, inició su carrera en la compañía teatral de Max Reinhardt.

## Biografía
Nacido en Klosterneuburg, cerca de Viena, Austria, aunque disfrutó de una gran carrera artística, a diferencia de sus paisanos Oskar Werner, Curd Jürgens, Maria Schell y Romy Schneider, él nunca tuvo un gran éxito internacional. Peor aún, su carrera en los Estados Unidos finalizó antes de empezar: estaba contratado para protagonizar junto a June Allyson una versión de My Man Godfrey en 1956, pero hubo de ser reemplazado por David Niven por fallarle la memoria durante el rodaje de la película. 
De entre sus trabajos, destaca en 1955 su dirección y actuación en Hanussen, una película acerca de la vida de Erik Hanussen. Fischer también dirigió y protagonizó, en compañía de Anouk Aimée, el film de 1956 Ich suche Dich, basado en la obra Jupiter Laughs, de A. J. Cronin. Otro film del cual fue protagonista es el clásico alemán Ludwig II: Glanz und Ende eines Königs.
A principios de la década de 1970 se retiró y se dedicó a la lingüística y a la filosofía, dando conferencias y publicando varios libros. O. W. Fischer falleció en 2004 en Lugano, Suiza, a causa de una insuficiencia renal. Sus restos fueron incinerados.

## Selección de su filmografía
- 1943: Vienna 1910
- 1951: A Tale of Five Cities
- 1952: Das letzte Rezept
- 1953: Solange Du da bist
- 1955: Ludwig II: Glanz und Ende eines Königs
- 1955: Hanussen
- 1956: Ich suche Dich
- 1958: Helden
- 1959: Menschen im Hotel
- 1959: Und das am Montagmorgen
- 1961: Das Riesenrad
- 1963: Frühstück im Doppelbett
- 1963: Das Geheimnis der schwarzen Witwe
- 1965: Onkel Toms Hütte

## Galardones
Medallas del Círculo de Escritores Cinematográficos
| Año  | Categoría                                 | Película          | Resultado |
| ---- | ----------------------------------------- | ----------------- | --------- |
| 1957 | Mejor guion del Festival de San Sebastián | Ich suche Dich    | Ganador   |
| 1957 | Mejor actor extranjero                    | El rey loco       | Ganador   |
| 1959 | Mejor actor extranjero                    | Seguiré tu camino | Ganador   |

- 1950, 1951: Donauweibchen
- 1953-1955: Premio Bambi
- 1955: Premio de plata del Cine Alemán al mejor actor por Ludwig II: Glanz und Ende eines Königs
- 1956: Premio del periodismo cinematográfico español por Ich suche Dich
- 1958-1961: Premio Bambi
- 1958-1963: Bravo Otto
- 1959: Premio de Oro del cine alemán al mejor actor por Helden
- 1960: Cruz Austriaca de Primera Clase a la Ciencia y el Arte[4]
- 1961: Premio Europa por Das Riesenrad
- 1961: Miembro Honorario de la Asociación Española de Periodistas Cinematográficos
- 1977: Premio de oro del Cine Alemán por su carrera cinematográfica
- 1987, 1990: Premio Bambi
- 1987: Cordon Bleu du Saint Esprit
- 1995: Orden del mérito de plata de la República de Austria[5]
- 1996: Orden del mérito de oro de la República de Austria[6]
- Gran Cruz del Mérito de la República Federal de Alemania